# لینکرافت (نیوجرسی)
لینکرافت (به انگلیسی: Lincroft) یک منطقهٔ مسکونی در ایالات متحده آمریکا است که در میدلتاون، نیوجرسی واقع شده‌است. لینکرافت ۱۵٫۰۱۹ کیلومتر مربع مساحت و ۶٬۱۳۵ نفر جمعیت دارد و ۱۴ متر بالاتر از سطح دریا واقع شده‌است.